# Дюкан, Максим
Макси́м Дюка́н (фр. Maxime Du Camp; 1822—1894) — французский журналист, редактор журнала «Revue Nationale» и писатель; близкий друг Флобера и Готье, о которых издал воспоминания; знакомый с 1850-х гг. Тургенева; член Французской академии с 1880 года.

## Биография и творчество
В 1849—1851 гг. совместно с Г. Флобером совершил путешествие на Восток (Египет, Палестина, Греция). Во время путешествия производил фотографические съёмки, став одним из пионеров фотографии во Франции.
Его первый сборник стихов «Chants Modernes» (1855) обратил на себя внимание резким предисловием, направленным против пагубного влияния академии на литературу и равнодушия художников к научному прогрессу. Дюкан воспевает здесь научные открытия, электрический телеграф, локомотив и т. д., но обнаруживает поэтический талант только в той части сборника, которая посвящена красоте, природе и любви («Sonnets d’amour», «Les femmes turques», «La maison démolie» и т. д.).

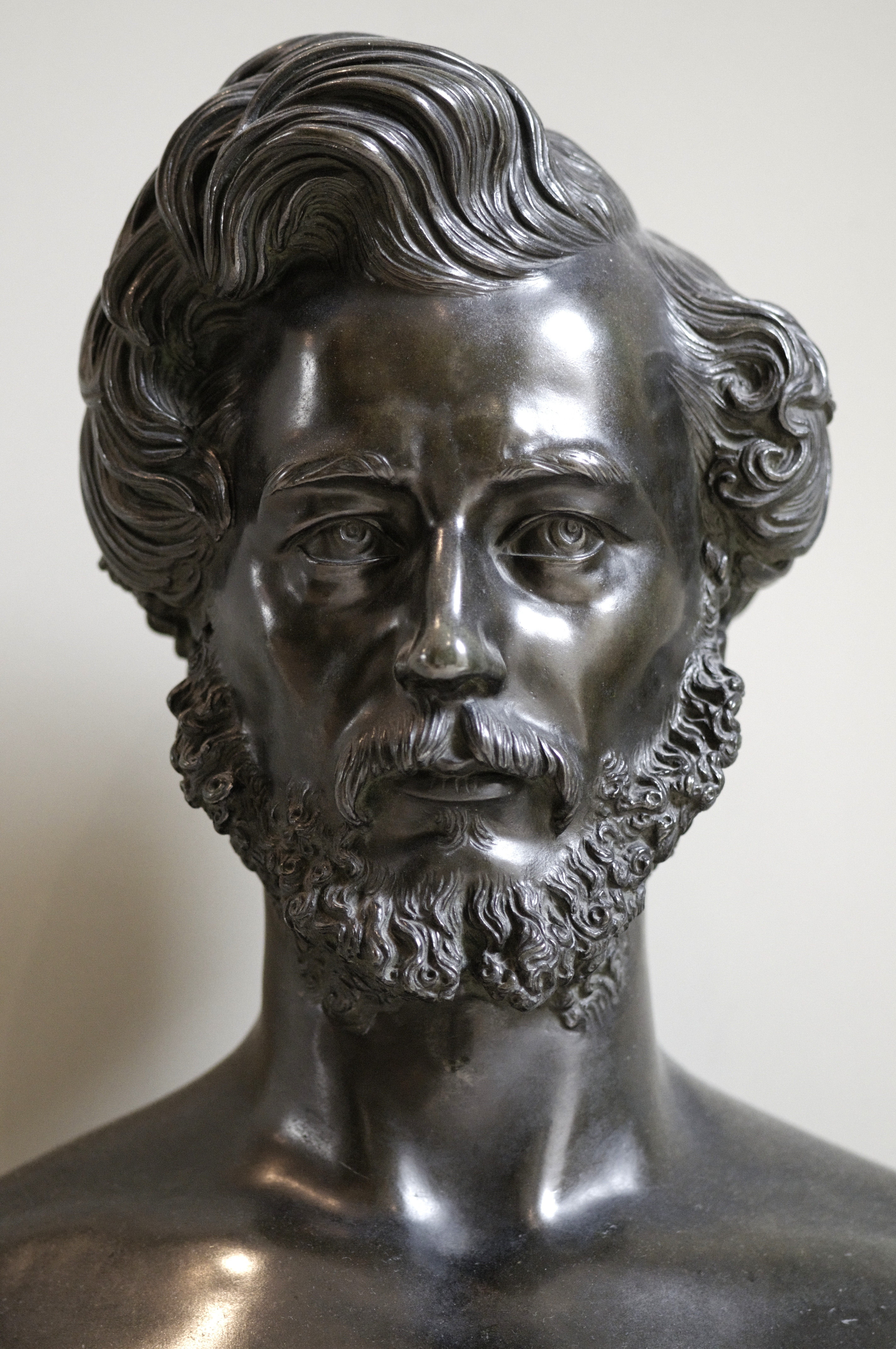
Ж.-Ж. Прадье. Бюст М. Дюкана. Бронза. Лувр, Париж

Неутомимый путешественник, он объехал в обществе Флобера и Готье Италию, Грецию, Египет и дальний Восток; свои путевые впечатления он изложил в целом ряде книг: «Souvenirs et paysages d’Orient», «Egypte, Nubie, Palestine, Syrie», «Le Nil», «Orient et Italie» и т. д.
Основал вместе с Т. Готье, Пиша и Ульбахом «La Revue de Paris», прекращенную после покушения Орсини. В 1860 г. он вступил в отряд Гарибальди и описал свои впечатления в «Expédition des Deux Siciles». Написал несколько новелл и романов («Le livre posthume», «Mémoires d’un suicidé», «Homme au bracelet d’or», «Buveurs de cendres» etc.).
Большую сенсацию произвели его «Convulsions de Paris» (1878) — документальная история коммуны 1871 г., всецело направленная против деятелей этого движения. Другая книга, касающаяся новейшей истории, «Les Moeurs de mon temps» (1830—1870), не поступила в обращение, так как автор её пользовался неопубликованными документами; она хранилась под печатью в национальной библиотеке в Париже, до 1910 г.
Исторический интерес представляют также «Souvenirs littéraires», в которых имеется много любопытных подробностей о Флобере и Готье. Занимаясь изучением внутренней общественной жизни Парижа, Дюкан написал «Paris, ses fonctions, ses organes», продолжение которого составляют книги: «La Charité privée á Paris» (есть русск. перевод) и «Paris bienfaisant». В 1890 г. вышла книжка Дюкана о Т. Готье, в изд. «Grands écrivains de France».

## Сочинения

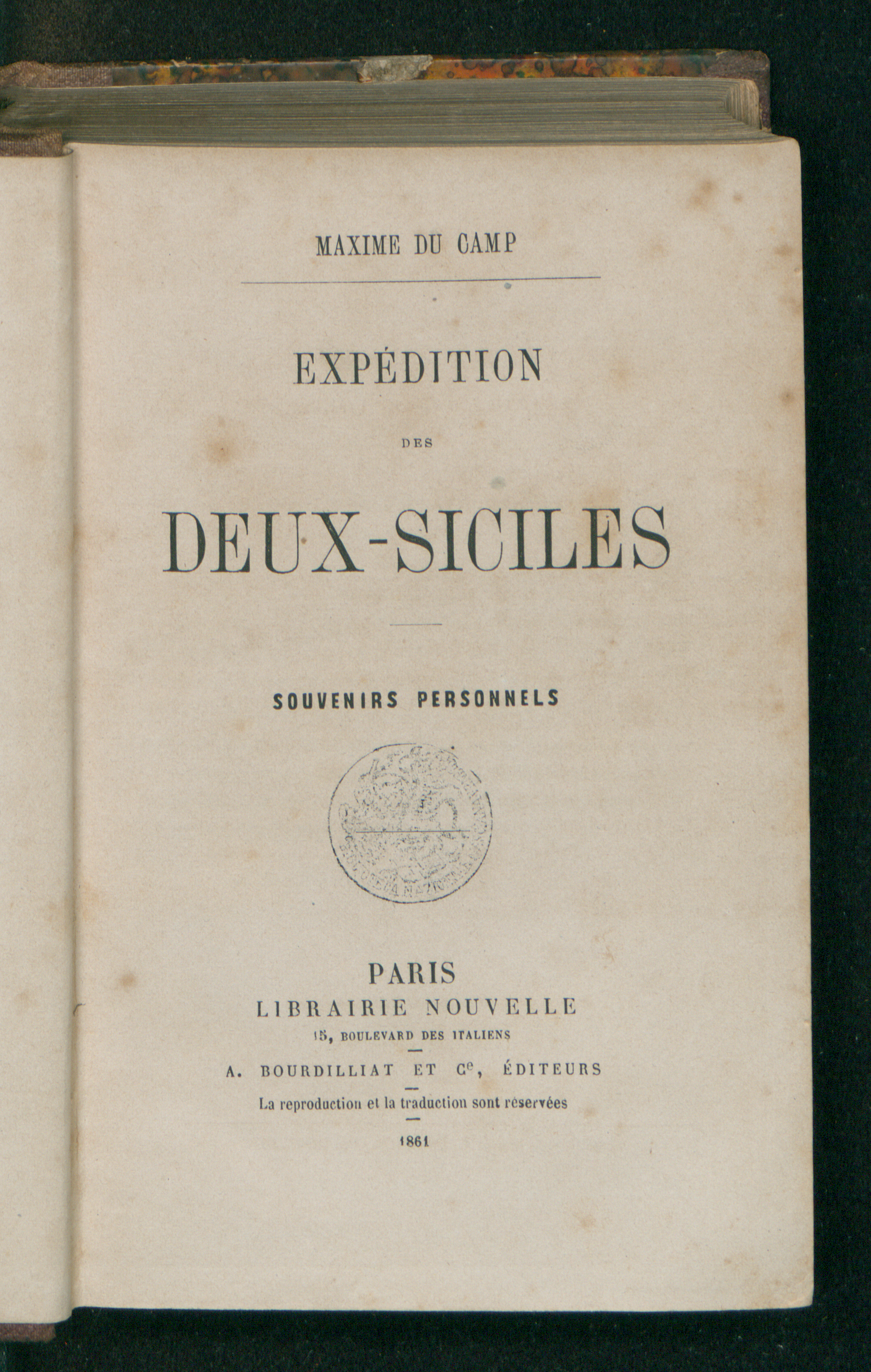
Expedition des Deux-Siciles, 1861

### Переводы на русский язык
- Золотой браслет. — СПб., 1861.
- Утраченные силы : роман. — СПб., 1868 и СПб., 1873.
- Париж, его органы, отправления и жизнь во второй половине XIX века. — СПб., 1875. — Т. 1—2.